# Mërgim Vojvoda
Mërgim Vojvoda (* 1. Februar 1995 in Hof (Saale)) ist ein kosovarisch-belgischer Fußballspieler. Der Abwehrspieler spielt aktuell beim italienischen Erstligisten Como 1907 und gehört ebenso dem aktuellen Kader der kosovarischen Fußballnationalmannschaft an.

## Karriere
Vojvoda wurde in Hof geboren. Als er zwei Jahre alt war, mussten seine Eltern mit ihm in den Kosovo, wo seinerzeit Bürgerkrieg herrschte, zurückkehren. Nach einem Jahr Aufenthalt dort wurde ihnen von Belgien im Rahmen einer Familienzusammenführung, weil dort weitere Verwandte wohnten, erlaubt. Bereits als Jugendlicher spielte er bei Standard Lüttich. Im Rahmen seines ersten Profi-Vertrages wurde er bei der Reservemannschaft eingesetzt.
In der Saison 2014/15 wurde er an den seinerzeit in der zweiten Division spielenden VV St. Truiden ausgeliehen. In der Folgesaison erfolgt eine Ausleihe von einem Jahr an den FC Carl Zeiss Jena, der in der Regionalliga Nordost, der vierthöchsten deutschen Spielklasse, spielte. Diese Ausleihe wurde vermittelt von  Roland Duchatelet, seinerzeit sowohl Hauptinvestor bei Standard Lüttich als auch beim FC Carl Zeiss Jena.
Mit Beginn der Saison 2016/17 wechselte er zurück nach Belgien zu Royal Excel Mouscron. Ende Mai 2019 wurde sein Wechsel zur Saison 2019/20 nach Einigung der beiden Vereine zu Standard Lüttich bekanntgegeben. In der Saison 2019/20 bestritt er bis deren Abbruch infolge der COVID-19-Pandemie 25 von 29 möglichen Spielen für Standard.
Ende August 2020 wechselte er nach Italien zum FC Turin und unterschrieb dort einen Vertrag mit einer Laufzeit von vier Jahren. Anfang Februar 2025 wechselte er ligaintern zu Como 1907.

## Nationalmannschaft
Vojvoda nahm für die albanische U 21-Nationalmannschaft an Qualifikationsspielen zur U 21-Europameisterschaft 2017 teil. Nach der offiziellen Aufnahme des Kosovos in FIFA und UEFA im Mai 2017 betritt er kein Spiel für Albanien mehr. Sein erstes Länderspiel für den Kosovo hatte Vojvoda am 11. Juni 2017. Aufgrund fehlender sportlicher Qualifikation kam es noch zu keinen Einsätzen bei Europa- und Weltmeisterschaften.